# 20 août 1991
Le mardi 20 août 1991 est le 232e jour de l'année 1991.

## Naissances
- Aljaž Hočevar, coureur cycliste slovène
- Barbara Nelen, joueuse belge de hockey sur gazon
- Cory Joseph, joueur de basket-ball canadien
- Florian Howald, sportif suisse spécialiste de course d'orientation
- Frederika Amalia Finkelstein, femme de lettres française
- Grzegorz Guzik, biathlète polonais
- Hernâni Jorge Santos Fortes, footballeur portugais
- Jules Plisson, joueur français de rugby à XV
- Jyrki Jokipakka, joueur professionnel finlandais de hockey sur glace
- Madeleine Martin, actrice suédoise
- Mario Tičinović, footballeur croate
- Roosa Koskelo, joueuse finlandaise de volley-ball
- Sam Davies, cycliste australien
- Savenaca Rawaca, joueur de rugby à sept et à XV fidjien
- Sonia Asselah, judokate algérienne
- Talles Frederico Silva, athlète brésilien
- Tanner Fritz, joueur professionnel canadien de hockey sur glace
- Tejitu Daba, athlète éthiopienne
- Yoann Laousse Azpiazu, joueur français de rugby à XV

## Décès
- Elvire De Greef (née le 29 juin 1897), résistante belge de la Seconde Guerre mondiale
- José Luis Sagi-Vela (né le 4 octobre 1944), joueur de basket-ball espagnol
- Kalman Kahana (né le 31 mai 1910), politicien israélien
- William Widenlocher (né le 9 novembre 1912), homme politique français

## Événements
- Rétablissement de l'indépendance de l'Estonie
- Fin de la série télévisée L'Exilé
- Sortie du film Les Tortues Ninja 2
- Fin de l'ouragan Bob
- Sortie du jeu vidéo Space Quest: The Sarien Encounter